# 1759 en santé et médecine
| Années de la santé et de la médecine : 1756 - 1757 - 1758 - 1759 - 1760 - 1761 - 1762    |
| Décennies de la santé et de la médecine : 1720 - 1730 - 1740 - 1750 - 1760 - 1770 - 1780 |

Cet article présente les faits marquants de l'année 1759 en santé et médecine.

## Événements
- Fin 1758 et début 1759, Madagascar et l'île Maurice sont atteints de la variole[1].
- Début 1759 : l'épidémie de peste à Alexandrie fait 6 à 8 000 morts[2].
- Juin 1759 : épidémie de peste à Chypre à la suite du naufrage sur la côte ouest de Chypre, en avril, d'un navire parti d'Alexandrie : une partie de l'équipage rescapé contamine les villages proches du naufrage, puis l'île entière est contaminée[2].

Date inconnue
- Épidémie de suette miliaire à Guise[3].
- La Maison du roi intègre un médecin oculiste, Pierre Demours. Louis XV crée pour lui la charge de « médecin oculiste » attaché à sa personne[4].

## Publications

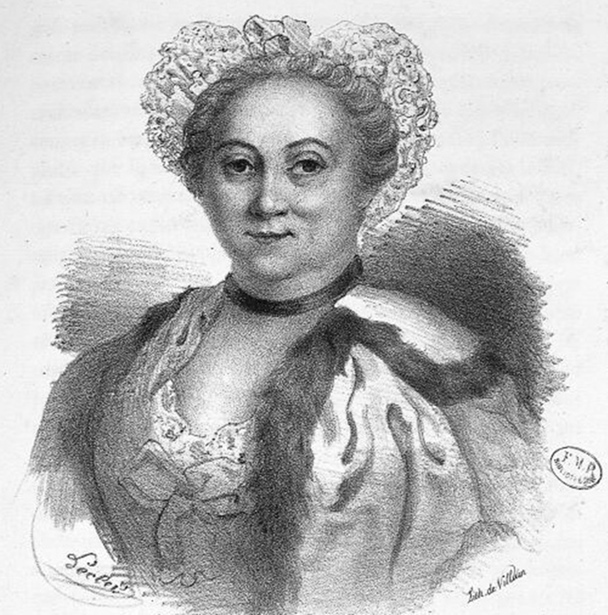
Angélique du Coudray

- Angélique du Coudray (1714-1789) fait publier l'Abrégé de l'art des accouchements[6].

## Naissances
- 17 février : Vincenzo Chiarugi (it) (mort en 1820), médecin italien.
- 20 février : Johann Christian Reil (mort en 1813), médecin, anatomiste, physiologiste et psychiatre allemand.
- 29 juin : William Roxburgh (mort en 1815), médecin et botaniste écossais.
- 19 juillet : Jacques Anselme Dorthès (mort en 1794), médecin et naturaliste français.
- 10 novembre : Friedrich von Schiller (mort en 1805), plus connu comme poète et écrivain allemand et moins comme médecin militaire.
- 2 décembre : James Edward Smith (mort en 1828), médecin et botaniste anglais.

Date inconnue
- Philibert Borie (mort en 1832), médecin français, maire de Paris par intérim du 7 au 13 juillet 1792.
- Maria Petraccini (morte en 1791), médecin et obstétricienne italienne.

## Décès
- 16 février : Bartholomew Mosse (en) (né en 1712), chirurgien irlandais, fondateur du Rotunda Hospital de Dublin en 1745.
- 10 mars : Antoine Magnol (né en 1676), médecin et botaniste français.